# Ситинское кунжутное печенье
Ситинское кунжутное печенье (кит. трад. 西亭脆餅, упр. 西亭脆饼, пиньинь xītíng cuìbǐng, палл. ситин цуйбин) — китайское печенье с кунжутом, происходящее из посёлка Ситин провинции Цзянсу.

## Описание
Для изготовления ситинского кунжутного печенья необходимо последовательно произвести 28 операций, которые традиционно делаются только вручную. В результате получается печенье из 18 слоёв, при этом его толщина не превышает 2 см.
Базовый состав включает белую муку, сахар и белые семена кунжута.
Обычно печенье едят либо прямо как есть, либо окуная его предварительно в горячую воду.

## История
Впервые выпекать традиционное кунжутное печенье в Ситине (Наньтун, Цзянсу) начали в XIX веке при императоре Гуансюе. По легенде, выходцы из Чжэньцзяна Лэн Чуньси (кит. 冷纯溪) с супругой открыли в посёлке кондитерскую, в которой начали изготавливать недорогое печенье в расчёте на возможности небогатых сельских жителей Ситина. Потребители оценили особенный вкус и хруст печенья и даже посвятили ему песню:

Ситинское печенье в восемнадцать слоёв, слой за слоем несёт людям свет, ешь и чувствуешь его запах на ветру, сладкая хрустящая любовь простых людей.
Оригинальный текст (кит.)西亭脆餅十八層，層層分明能照人，上風吃來下風聞，香甜酥脆愛煞人。

За пределы посёлка популярность печенья вышла благодаря выходцу из Ситина, министру торговли и промышленности Чжан Цзяню, который ежегодно приезжал сюда поклониться духам предков. Оценив местное печенье, он стал предлагать его в качестве подарка другим высокопоставленным лицам, благодаря чему оно стало известно и при императорском дворе.
К началу XXI века уже насчитывается свыше 20 сортов этого печенья.